# Epimedium campanulatum
Epimedium campanulatum är en berberisväxtart som beskrevs av M. Ogisu. Epimedium campanulatum ingår i släktet sockblommor, och familjen berberisväxter. Inga underarter finns listade i Catalogue of Life.